# Harmony Kendall

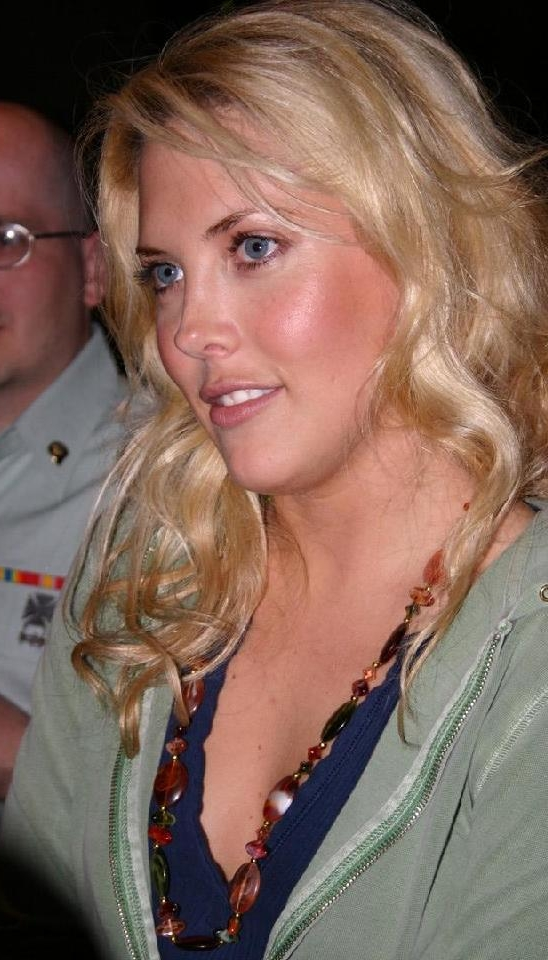
Mercedes McNab

Harmony es un personaje de ficción de la serie Buffy la cazavampiros, interpretado por Mercedes McNab.
Harmony es una animadora, "amiga" de Cordelia Chase, que también se divierte despreciando a los demás. Apareció en capítulos sueltos de las primeras temporadas de Buffy, hasta que en el final de la tercera temporada, ella lucha contra el alcalde Richard Wilkins y termina siendo mordida por un vampiro. En la cuarta temporada regresa, ya convertida en vampiro y como la pareja de Spike, con quien aparecería en un episodio de la serie Ángel. Se va de Buffy en la quinta temporada, y vuelve a la serie de "Ángel", interpretando a la secretaria del protagonista principal en la temporada final (quinta), obteniendo mucho protagonismo hasta el final de la serie.
- Datos: Q2720745